# Tirrena-Adriàtica 2005
La Tirrena-Adriàtica 2005, 40a edició de la Tirrena-Adriàtica es disputà entre el 9 i el 15 de març de 2005, sent guanyada per l'espanyol Óscar Freire de l'equip Rabobank ProTeam. Freire va guanyar tres de les set etapes, guanyant també el mallot dels punts. Alessandro Petacchi (Fassa Bortolo), vencedor també de tres etapes, quedà segon en la classificació general, mentre Danilo Hondo (Team Gerolsteiner) fou el ciclista que completà el podi.
En les altres classificacions secundàries, José Luis Carrasco (Illes Balears-Caisse d'Epargne) guanyà la classificació de la muntanya, mentre el Ceramica Panaria-Navigare es feia amb la classificació per equips.

## Equips participants
Van prendre part en la cursa 23 equips: els 20 de categoria UCI ProTour més 3 de categoria Professional Continental mitjançant una invitació de l'organització (Acqua & Sapone - Adria Mobil, Ceramica Panaria-Navigare i Naturino-Sapore di Mare).
| País    | Codi UCI | Nom de l'equip                   |
| ------- | -------- | -------------------------------- |
| 1-8     | QST      | Quick Step-Innergetic            |
| 11-18   | A&S      | Acqua & Sapone - Adria Mobil     |
| 21-28   | BTL      | Bouygues Télécom                 |
| 31-38   | PAN      | Ceramica Panaria-Navigare        |
| 41-48   | COF      | Cofidis, le Crédit par Téléphone |
| 51-58   | C.A      | Crédit Agricole                  |
| 61-68   | DVL      | Davitamon-Lotto                  |
| 71-78   | DSC      | Discovery Channel                |
| 81-88   | DOM      | Domina Vacanze-De Nardi          |
| 91-98   | EUS      | Euskaltel-Euskadi                |
| 101-108 | FAS      | Fassa Bortolo                    |
| 111-118 | FDJ      | La Française des Jeux            |

| País    | Codi UCI | Nom de l'equip                 |
| ------- | -------- | ------------------------------ |
| 121-128 | GST      | Team Gerolsteiner              |
| 131-138 | IBA      | Illes Balears-Caisse d'Epargne |
| 141-148 | LAM      | Lampre-Caffita                 |
| 151-158 | LSW      | Liberty Seguros-Würth          |
| 161-168 | LIQ      | Liquigas-Bianchi               |
| 171-178 | NSM      | Naturino-Sapore di Mare        |
| 181-188 | PHO      | Phonak Hearing Systems         |
| 191-198 | RAB      | Rabobank                       |
| 201-208 | SDV      | Saunier Duval-Prodir           |
| 211-218 | CSC      | Team CSC                       |
| 221-228 | TMO      | T-Mobile Team                  |

## Etapes
| Etapa    | Data       | Recorregut                                        | Km    | Vencedor d'etapa    | Líder de la general |
| -------- | ---------- | ------------------------------------------------- | ----- | ------------------- | ------------------- |
| 1a etapa | 9 de març  | Civitavecchia-Civitavecchia                       | 160   | Alessandro Petacchi | Alessandro Petacchi |
| 2a etapa | 10 de març | Civitavecchia-Tívoli                              | 181   | Óscar Freire        | Óscar Freire        |
| 3a etapa | 11 de març | Tívoli-Torricella                                 | 215   | Óscar Freire        | Óscar Freire        |
| 4a etapa | 12 de març | Teramo-Servigliano                                | 160   | Óscar Freire        | Óscar Freire        |
| 5a etapa | 13 de març | Saltara-Saltara                                   | 170,4 | Servais Knaven      | Óscar Freire        |
| 6a etapa | 14 de març | Civitanova Marche-Civitanova Marche               | 164   | Alessandro Petacchi | Óscar Freire        |
| 7a etapa | 15 de març | San Benedetto del Tronto-San Benedetto del Tronto | 164   | Alessandro Petacchi | Óscar Freire        |

## Classificacions finals

### General
| Posició | Ciclista            | Equip                  | Temps       |
| ------- | ------------------- | ---------------------- | ----------- |
| 1       | Óscar Freire        | Rabobank               | 32h 37' 19" |
| 2       | Alessandro Petacchi | Fassa Bortolo          | + 9"        |
| 3       | Danilo Hondo        | Gerolsteiner           | + 25"       |
| 4       | Fabrizio Guidi      | Phonak Hearing Systems | m. t.       |
| 5       | Laurent Brochard    | Bouygues Telecom       | + 33"       |
| 6       | George Hincapie     | Discovery Channel      | + 36"       |
| 7       | Ángel Vicioso       | Liberty Seguros        | + 37"       |
| 8       | Markus Zberg        | Gerolsteiner           | + 40"       |
| 9       | Patrice Halgand     | Crédit Agricole        | m. t.       |
| 10      | Andreas Klier       | T-Mobile               | + 42"       |

### Classificacions secundàries
- Classificació per punts:  Óscar Freire (Rabobank)
- Classificació de la muntanya:  José Luis Carrasco (Illes Balears-Caisse d'Epargne)
- Classificació per equips:  Ceramica Panaria-Navigare

## Evolució de les classificacions
| Etapa (Vencedor)        | Classificació general | Classificació de la muntanya | Classificació a punts | Classificació per equips  |
| ----------------------- | --------------------- | ---------------------------- | --------------------- | ------------------------- |
| 1 (Alessandro Petacchi) | Alessandro Petacchi   | Karsten Kroon                | Alessandro Petacchi   | ?                         |
| 2 (Óscar Freire)        | Óscar Freire          | Karsten Kroon                | Óscar Freire          | ?                         |
| 3 (Óscar Freire)        | Óscar Freire          | José Luis Carrasco           | Alessandro Petacchi   | Team Gerolsteiner         |
| 4 (Óscar Freire)        | Óscar Freire          | José Luis Carrasco           | Óscar Freire          | Ceramica Panaria-Navigare |
| 5 (Servais Knaven)      | Óscar Freire          | José Luis Carrasco           | Óscar Freire          | Ceramica Panaria-Navigare |
| 6 (Alessandro Petacchi) | Óscar Freire          | José Luis Carrasco           | Óscar Freire          | Ceramica Panaria-Navigare |
| 7 (Alessandro Petacchi) | Óscar Freire          | José Luis Carrasco           | Óscar Freire          | Ceramica Panaria-Navigare |
| Classificació final     | Óscar Freire          | José Luis Carrasco           | Óscar Freire          | Ceramica Panaria-Navigare |

## Punts UCI
| #  | Ciclista            | Equip                 | Punts |
| -- | ------------------- | --------------------- | ----- |
| 1  | Óscar Freire        | Rabobank              | 53    |
| 2  | Alessandro Petacchi | Fassa Bortolo         | 43    |
| 3  | Fabrizio Guidi      | Phonak                | 35    |
| 4  | Danilo Hondo        | Team Gerolsteiner     | 30    |
| 5  | Laurent Brochard    | Bouygues Télécom      | 25    |
| 6  | George Hincapie     | Discovery Channel     | 20    |
| 7  | Ángel Vicioso       | Liberty Seguros       | 15    |
| 8  | Marcus Zberg        | Team Gerolsteiner     | 10    |
| 9  | Patrice Halgand     | Crédit Agricole       | 5     |
| 10 | Andreas Klier       | T-Mobile Team         | 1     |
| 10 | Servais Knaven      | Quick Step-Innergetic | 1     |

| #  | Equip                              | Punts |
| -- | ---------------------------------- | ----- |
| 1  | T-Mobile Team                      | 19    |
| 2  | Liberty Seguros-Würth Team         | 18    |
| 3  | Discovery Channel Pro Cycling Team | 17    |
| 4  | Fassa Bortolo                      | 16    |
| 5  | Euskaltel-Euskadi                  | 15    |
| 6  | Gerolsteiner                       | 14    |
| 7  | Rabobank                           | 13    |
| 8  | Domina Vacanze-De Nardi            | 11    |
| 9  | Phonak Hearing Systems             | 10    |
| 10 | Crédit Agricole                    | 9     |
| 11 | Davitamon-Lotto                    | 8     |
| 12 | Cofidis, le Crédit par Téléphone   | 7     |
| 13 | Quick Step                         | 6     |
| 14 | Saunier Duval-Prodir               | 4     |
| 15 | Illes Balears-Caisse d'Epargne     | 3     |
| 16 | Bouygues Télécom                   | 2     |
| 17 | La Française des Jeux              | 1     |